# SABMiller

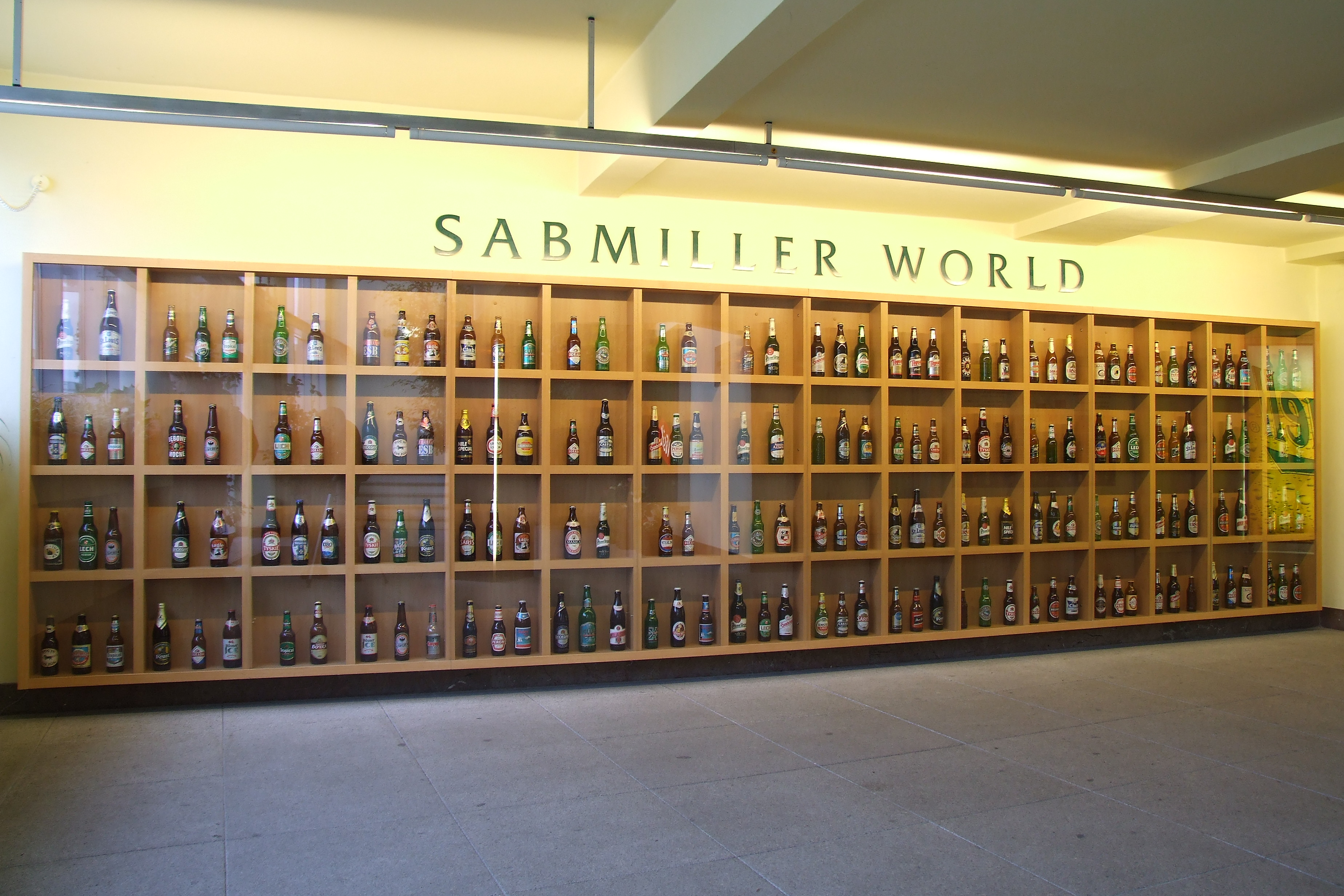
Piwa firmy SABMiller – wystawa w browarze w Pilźnie

SABMiller plc – międzynarodowy koncern produkujący piwo i napoje bezalkoholowe z siedzibą w Londynie, w Wielkiej Brytanii. Był drugim co do wielkości koncernem browarniczym na świecie pod względem przychodów (po Anheuser-Busch InBev) i jednym z największych przedsiębiorstw zajmujących się rozlewem produktów firmy Coca-Cola. Produkowane przez koncern marki to m.in. Foster’s, Grolsch, Miller Genuine Draft, Peroni Nastro Azzurro, Pilsner Urqell, Tyskie, Lech, Żubr. Koncern działał w 80 krajach Afryki, Azji, Australii, Europy oraz Ameryki Północnej, Południowej i w 2009 r. sprzedał około 21 mld litrów piwa typu lager.
Główną giełdą notowań akcji SABMiller była Giełda Papierów Wartościowych w Londynie, a spółka wchodziła w skład indeksu FTSE 100. W dniu 23 grudnia 2011 r. osiągnęła ona kapitalizację rynkową na poziomie 35,6 mld GBP, co było 11. pod względem wielkości wynikiem notowań pierwotnych Giełdy Papierów Wartościowych w Londynie.
W roku 2016 koncern został wykupiony przez swojego największego konkurenta – koncern Anheuser-Busch InBev.

## Historia
Początki przedsiębiorstwa sięgają 1895 roku, czyli momentu założenia South African Breweries w RPA. Przez wiele dziesięcioleci South African Breweries ograniczały swój obszar działalności głównie do południowej Afryki, który to rynek zdominowały. Dopiero w latach 90. XX wieku spółka rozpoczęła ekspansję na inne rynki.
Po wejściu na Giełdę Papierów Wartościowych w Londynie w 1999, w celu pozyskania kapitału na przejęcia, grupa nabyła północnoamerykańską Miller Brewing Company od Altria Group w 2002 i zmieniła nazwę na SABMiller.
Następną znaczącą inwestycją był nabyty w 2005 roku pakiet większościowy w drugim co do wielkości koncernie piwowarskim Ameryki Południowej – Bavaria S. A., czyli producencie takich marek, jak Aguila czy Club Colombia. W sierpniu 2001 roku spółka zaangażowała się w przejęcie browaru Foster’s, a we wrześniu tego samego roku zarząd firmy Foster’s zdecydował się na ofertę przejęcia za kwotę 9,9 mld AUD (10,2 mld USD, 6,5 mld GBP). Transakcja miała być zrealizowana do końca 2011 r., jednak z wykluczeniem marki Foster’s Lager w Wielkiej Brytanii i Europie, do której prawa własności miała firma Heineken.
W listopadzie 2011 r. grupa SABMiller – jako pierwsza na świecie – rozpoczęła komercyjną produkcję piwa z manioku, choć mieszkańcy RPA domowym sposobem produkowali je już od pokoleń. Jego smak jest określany jako „nieco gorzki, nieco cierpki, niesłodki”.

## Obszar działalności
Grupa SABMiller z macierzystego rynku Republiki Południowej Afryki rozwinęła się w międzynarodowy koncern ze spółkami zależnymi zarówno w krajach wysokorozwiniętych, jak i na rynkach rozwijających się Europy Wschodniej, Chin i Indii.

### Afryka i Azja (z wyłączeniem RPA)
Grupa SABMiller prowadziła działalność w 31 krajach Afryki. W Chinach marka Snow – lokalna marka tej grupy, warzona wspólnie z China Resources Enterprise Limited – jest liderem rynkowym pod względem wielkości sprzedaży. SABMiller był drugą co do wielkości grupą piwowarską w Indiach, a w Wietnamie i w Australii miał przedsiębiorstwa typu joint venture. Jej marki to: N’gola, 2M, Castle Lager, Castle Milk Stout, Eagle, Foster’s, Kilimanjaro, Haywards 5000, Royal Challenge, Knock Out, Indus Pride, Snow i Zorok.

### Australia
We wrześniu 2011 roku zarząd Foster’s Group zaakceptował złożoną przez spółkę SABMiller ofertę przejęcia, szacującą wartość przedsiębiorstwa na 9,9 mld AUD (10,2 mld USD, 6,5 mld GBP). Jej marki to: Carlton Draught, Cascade Draught (patrz Cascade Brewery), Foster’s Lager, Melbourne Bitter, Pure Blonde i Victoria Bitter.

### Europa
Ekspansja spółki SABMiller na Europę rozpoczęła się w roku 1995 od przejęcia węgierskiego browaru Dreher. Działania grupy w Europie skupiały się na szybko rozwijających się rynkach środkowej i wschodniej części kontynentu (Węgry, Rumunia, Polska, Czechy i Rosja), choć SABMiller miał także spółki we Włoszech, Francji, Wielkiej Brytanii, Hiszpanii i Niemczech, skąd importował marki międzynarodowe. 19 listopada 2007 roku zarząd Royal Grolsch NV przyjął ofertę wykupu spółki przez SABMiller opiewającą na kwotę 816 mln euro. Przejęcie to zostało sfinalizowane poprzez wycofanie z giełdy akcji spółki Grolsch 20 marca 2008 r.

### Polska
W 1995 r. South African Breweries International (SABI – później SABMiller) zakupił większościowy pakiet akcji w Lechu, a Browary Tyskie zostały sprywatyzowane. Rok później SABI nabył większościowy pakiet akcji w Browarach Tyskich Górny Śląsk S.A. W 1999 r. browary w Tychach i Poznaniu połączyły siły i wspólnie utworzyły Kompanię Piwowarską. 30 kwietnia 2003 r. dołączył do nich browar w Białymstoku. 9 stycznia 2008 r. Kompania Piwowarska kupiła od spółki Palm Breweries Browaru Belgia w Kielcach, który zakończył produkcję piwa w październiku 2009 r. Jej marki to: Pilsner Urquell, Velkopopovický Kozel, Radegast, Peroni Nastro Azzurro, Tyskie, Topvar, Ursus, Dreher, Grolsch i Lech.

### Ameryka Łacińska
Grupa SABMiller weszła na rynek Ameryki Łacińskiej po przejęciu browaru Cerveceria Hondureña w Hondurasie, stając się pierwszym zagranicznym koncernem piwowarskim w Ameryce Środkowej. Od tego czasu spółka dynamicznie się rozwija w tym regionie świata i jest obecna już w sześciu krajach: Hondurasie, Kolumbii, Salwadorze, Ekwadorze, Panamie i Peru. Jej marki typu lager to: Isenbeck (Argentyna), Aguila, Club Colombia, Costeña, Poker, Pilsen (Kolumbia), Cristal, Pilsen Callao, Pilsen Trujillo, Cusqueña, Arequipeña (Peru), Pilsener, Club (Ekwador), Regia, Suprema, Golden Light (Salwador), Port Royal, Salva Vida, Imperial (Honduras), Atlas (Panama) i Balboa (Panama).

### Ameryka Północna
9 października 2007 roku grupa SABMiller i Molson Coors Brewing Company ogłosiły utworzenie spółki typu joint venture pod nazwą MillerCoors. Organa regulacyjne Stanów Zjednoczonych zatwierdziły tę spółkę 5 czerwca 2008 r. Fuzja została sfinalizowana 30 czerwca 2008 roku, a MillerCoors oficjalnie rozpoczęła działalność 1 lipca 2008 r. Siedzibą nowej spółki stało się Chicago w stanie Illinois. Przewodniczącym firmy został mianowany Pete Coors, a dyrektorem generalnym Molson Coors, natomiast na stanowisko nowego CEO spółki joint venture powołano Leo Kiely’ego. Tom Long, dyrektor generalny spółki Miller, został mianowany prezesem i dyrektorem generalnym ds. handlowych. Jej marki to: Miller Lite, Miller Genuine Draft, Olde English 800, Milwaukee’s Best, Miller Chill, Hamm’s i Leinenkugel.

### Republika Południowej Afryki
Przez cały okres istnienia firmy był to rynek, na którym grupa cieszyła się najmocniejszą i najstabilniejszą pozycją. Dział napojów bezalkoholowych lokalnej spółki zależnej SAB Ltd był też największym krajowym producentem i dostawcą wyrobów Coca-Cola Company. Jej marki to: Castle Lager, Grolsch, Castle Milk Stout, Hansa Marzen Gold, Hansa Pilsener, Carling Black Label, Castle Lite, Redd’s, Brutal Fruit i Sarita.

## Marki
Do portfolio grupy SABMiller należały słynne marki międzynarodowe. Pięć z nich było uznawanych za „piwa globalne”, produkty sztandarowe spółki:
- Pilsner Urquell (Czechy)
- Tyskie (Polska)
- Peroni Nastro Azzurro (Włochy)
- Miller Genuine Draft (Stany Zjednoczone)
- Grolsch (Holandia)

Do grupy SABMiller należało też ponad 150 innych lokalnych marek o wiodącej pozycji na rynku. Spółka była jednym z największych na świecie wytwórców produktów firmy Coca-Cola i posiadała rozlewnie napojów gazowanych w 14 krajach.
- Tyskie, Żubr oraz Lech
- Birell
- Castle
- frisco
- Carling Black Label
- Gambrinus
- Grolsch
- Hansa Pilsner
- Henry Weinhard’s
- Industrias La Constancia
- Leinenkugel’s
- Miller
- Peroni
- Pilsener
- Pilsner Urquell
- Šariš
- Birra Peroni
- Master
- Nastro Azzurro (Blue Ribbon in Italian)
- Radegast
- Redd’s
- Regia
- Ursus
- Barena
- Sarita
- Sparks
- Steel Reserve
- Timişoreana
- Topvar
- Velkopopovický Kozel

## Korporacyjna odpowiedzialność społeczna

### Środowisko
Grupa SABMiller podjęła szereg inicjatyw na rzecz zrównoważonego rozwoju. Stosowała nowe, lżejsze butelki, do których produkcji potrzeba 30% mniej szkła. Lżejsze opakowania zarówno zmniejszają ilość odpadów, jak też ograniczają zużycie energii potrzebnej do produkcji i dystrybucji towarów, co przekłada się na niższą emisję związków węgla przez spółkę. SABMiller był kilka razy w roku kontrolowany przez niezależne instytucje pod kątem wpływu jej działalności na środowisko. Grupa zamieszczała na swojej stronie internetowej odnośniki do raportów z tych kontroli.

### Podatki
W listopadzie 2010 roku organizacja charytatywna ActionAid opublikowała raport oskarżający grupę SABMiller o niezapłacenie podatku od osób prawnych w łącznej kwocie około 20 mln GBP w pięciu afrykańskich krajach – Ghanie, Mozambiku, Tanzanii, Republice Południowej Afryki i Zambii – oraz w Indiach. SABMiller zaprzeczyła tym oskarżeniom.

## Kadra kierownicza
Skład zarządu grupy SABMiller stanowili m.in.: :
- Graham Mackay, prezes, nie pełniący funkcji wykonawczych
- Alan Clark, dyrektor generalny
- Jamie Wilson, wiceprezes ds. finansów
- John Manser, wiceprzewodniczący/niezależny dyrektor
- Mark Armour
- Geoffrey Bible
- Dinyar Devitre
- Lesley Knox
- John Manzoni
- Miles Morland
- Dambisa Moyo
- Carlos Alejandro Pérez
- Cyril Ramaphosa
- Alejandro Santo Domingo
- Helen Weir
- Howard House